# Dansk arum
Dansk Arum (Arum alpinum) er en 10-30 cm høj plante, der findes i næringsrige skove, krat og hegn. Den forekommer i Danmark hist og her på Øerne og i det østlige Jylland, og desuden i en række andre europæiske lande..
Den foretrækker fugtig skovjord eller ikke alt for våd mosejord. Dansk Arum har en for Arum-slægten og Arum-familien karakteristisk blomsterstand, hvor selve de mange små blomster sidder samlet i en såkaldt kolbe (der typisk er violet) omgivet af et højblad eller hylsterblad, der typisk er bleggrønt. Planten er også kendt under navnet 'Dansk ingefær', et navn der tidligere også brugtes om planten Plettet Arum. Ingen af planterne kan på nogen måde benyttes som erstatning for ingefær, da de er ret giftige. Men rødderne kan have en ingefæragtig lugt.

## Beskrivelse
De spydformede blade er altid uden pletter. Der er en vis interfertilitet med andre arter af Arum, der forekommer i Danmark.
Størrelse: 25-40 cm, bladplade 10-30 cm, hylsterblad 7-15 cm.

## Udbredelse
I Skandinavien forekommer planten kun i Danmark, hvor den mangler i Nord- og Vestjylland.

## Kendetegn
Et sikkert kendetegn i forhold til Plettet Arum er at knolden er skiveformet, lodret, 2-5 cm i diameter. Knolden ligger dybt.
- Lodret knold
- Blade uden pletter
- Hylsterblad bleggrønt til græsgrønt
- Kolbe lilla, ca. 2/3 så lang som hylsterblad
- Frugtstand ca. 7 cm lang, bær matte
- Blomstrer maj-juni
- Blade fremkommer sen vinter til tidligt forår